# 一龍斎貞水
一龍斎 貞水（いちりゅうさい ていすい）は、日本の講談師（講釈師）の名跡。四代目までは真龍斎 貞水。四代目は早川 貞水を名乗った。
- 初代真龍斎貞水 - 後∶二代目一龍斎貞山
- 二代目真龍斎貞水 - 後∶二代目錦城斎典山
- 三代目真龍斎貞水 - 四代目昇龍斎貞丈の父、後∶二代目錦城斎一山
- 五代目太田貞水 - 本名は太田富吉、1883年5月15日生まれ、1942年秋に没。四代目門下。前名は真龍斎小貞水。

## 4代目
四代目 早川 貞水（はやかわ ていすい、1861年12月 - 1917年5月15日）は、日本の講談師。本名：早川 与吉、旧姓「長島」。

### 経歴
江戸神田（現在の東京都千代田区）の生まれ。
1878年、17歳の時に初代旭堂南慶の門下に入り慶寿を名乗る。その後四代目真龍斎貞山、二代目松林伯圓、初代桃川如燕らの門下を転々とし1891年に三代目真龍斎貞水の門下で三代目双龍斎貞鏡、1899年に四代目真龍斎貞水、1911年に早川貞水になった。

### 人物
「教育講談師」と称し寄席にはほとんど出ず旅廻りが多かった。
相撲ネタが得意で「お相撲貞水」という異名があった。また大正天皇及び各皇族の御前講演を行い、内務省嘱託となって地方を巡回公演したため「御用講談師」とも呼ばれた。

## 6代目
六代目 一龍斎 貞水（いちりゅうさい ていすい、1939年6月29日 - 2020年12月3日）は、日本の講談師。本名∶浅野 清太郎。位階は正五位、勲章は旭日小綬章。講談師初の人間国宝。血液型はB型。

### 来歴
東京府東京市本郷区湯島天神町（現在の東京都文京区湯島）生まれ。父は日本画家の浅野宇清。
役者志望であったが、小さい頃からラジオで演芸に親しんでいた。講談組合頭取（会長）の四代目邑井貞吉と出会い、寄席本牧亭の楽屋に出入りするようになる。周囲に貞吉の孫と勘違いされて可愛がられ、五代目一龍斎貞丈から「ちょっと噺出来るか」と言われ、学生服姿で初舞台を踏んだところ喝采を浴び、講談の道に入ったという。
1955年、都立城北高校入学と同時に、五代目一龍斎貞丈に入門、「貞春」を名乗る。1966年、真打に昇進し、「六代目一龍斎貞水」を襲名。2002年、重要無形文化財保持者（人間国宝）に認定。
2002年から2006年にかけ、講談協会会長。その後、講談協会相談役に就き、2010年より再び講談協会会長に就任。
2020年11月まで高座を務めていたが、同年12月3日、肺炎のため死去した。81歳没。最後の高座は、11月25日の連続講談の会での「金毘羅利生記」だった。生前の故人の意向では、芸人として「しっかりお別れをする場を作りたい」とお別れの会の開催を望んでいたというが、コロナ禍のためにかなわなかった。死没日付をもって正五位に叙された。
2021年11月28日、東京・善養寺に顕彰の碑が建立され、一周忌法要と建立式典が執り行われた。顕彰碑は橘左近の揮毫、長井好弘による碑文、碑側面には貞水筆の「言葉は心 芸は人」という座右の銘が刻まれた。

### 芸歴
- 1955年∶五代目一龍斎貞丈に入門[1]、「貞春」を名乗る[1]。
- 1966年∶真打昇進、「六代目一龍斎貞水」を襲名[1]。
- 2002∶人間国宝に認定[1]。

### 人物
「怪談の貞水」の異名を持ち、照明や音響、大道具などを効果的に用いた「立体怪談」を得意とする。
実家は湯島で居酒屋「酒席 太郎」を営んでいる（店主は貞水の妻）。

### 受賞・受章歴
- 1975年 芸術祭優秀賞 - 「鉢の木」[1]
- 1976年 放送演芸大賞講談部門賞[1]
- 1999年 下町人間庶民文化賞[1]
- 2003年 文京区区民栄誉賞[1]
- 2009年 旭日小綬章[1]
- 2020年 正五位[6]。

### 一門
- 一龍斎貞橘
- 一龍斎春水
- 一龍斎貞友

### 作品

#### CD
- 一龍斎貞水の学校のこわい話し・全2巻（1996年、コロムビア）
- 赤穂義士本傅・全15巻（1998年、日本クラウン）
- 四谷怪談・全5巻（2004年、日本クラウン）
- 響談「ぬけられぬ雨の吉原」

SILENT HILL 4 -THE ROOM- ORIGINAL SOUNDTRACKS DISC2（2004年、コナミデジタルエンタテインメント） に収録。

#### DVD
- アニメ版「東海道四谷怪談」（2005年、コロムビア）

1981年8月16日に「花王名人劇場」で放映された「アニメ講談」のDVD。国立演芸場での一龍斎貞水の語りにアニメーション映像をつけたもの。
- 四谷怪談（2005年、日本クラウン）

### 著書

#### 単書
- 『心を揺さぶる語り方　人間国宝に話術を学ぶ』日本放送出版協会「生活人新書」2007.8、ISBN 414088228X

#### 編書
- シリーズ『一龍斎貞水の歴史講談』（編集、フレーベル館）

1. 『恐怖の怪談』、2000.8、ISBN 457702098X
2. 『大岡越前 名裁き』、2000.9、ISBN 4577020998
3. 『秀吉の天下取り』、2000.12、ISBN 4577021005
4. 『歴史に残る合戦』、2000.12、ISBN 4577021013
5. 『戦国の英雄』、2001.1、ISBN 4577021021
6. 『剣の達人』、2001.2、ISBN 457702103X

### 伝記
- 塩崎淳一郎『評伝 一龍齋貞水　講談人生六十余年』岩波書店、2020.6、ISBN 400061407X

### 関連書籍
- 『最後の芸人の女房 人間国宝・一龍斎貞水を支えたおかみさん一代記』 髙部雨市 （河出書房新社） 2025年5月 ISBN 978-4309039664

### 出演

#### テレビ番組
- 東海道四谷怪談（1981年、関西テレビ）※アニメ作品
- ダウンタウンのガキの使いやあらへんで!!「松本人志真剣白刃取りに挑戦!シリーズ」ナレーション（1993〜1994年、日本テレビ）
- 水戸黄門 第30部 第22話「神々の里の奇妙な話 -高千穂-」（2002年6月10日、TBS / C.A.L） - 市兵衛 役
- 内村プロデュース「夏の想い出をプロデュース」（2004年、テレビ朝日）
- 吉田類の酒場放浪記「#476　湯島「酒席太郎」」（2012年4月2日初回放送、BS-TBS）
- おんな酒場放浪記「#200　湯島「酒席太郎」」（2015年1月17日初回放送、旅人は倉本康子。BS-TBS）

#### ラジオ番組
- ロック講談「キング・クリムゾン講談」（1986年1月2日放送、NHK-FM）

#### 映画
- 口裂け女（1996年、オリジナルビデオ）
- 奇談 キダン（2005年、ザナドゥー）
- 怪談（2007年、松竹）